# Cepheus foliosus
Cepheus foliosus är en kvalsterart som först beskrevs av Grube 1859.  Cepheus foliosus ingår i släktet Cepheus och familjen Cepheidae. Inga underarter finns listade i Catalogue of Life.